# Список Героев Советского Союза (Якутия)
Список Героев Советского Союза из Республика Саха (Якутия); после имени Героев приведена дата Указа Президиума Верховного Совета СССР о награждении.

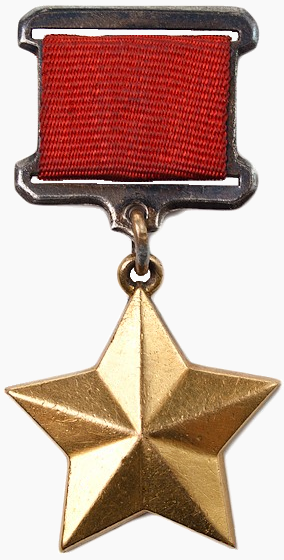
Медаль «Золотая Звезда» — вручалась Героям Советского Союза

## А
- Асямов, Сергей Александрович — 20 июня 1942 года.

## Д
- Достовалов, Семён Васильевич — 24 марта 1945 года

## Ж
- Жадейкин, Максим Степанович — 10 января 1944 года

## К
- Колбунов, Владимир Акимович — 15 января 1944 года
- Кондаков, Николай Алексеевич — 5 мая 1990 года
- Космачёв, Михаил Михайлович — 24 марта 1944 года
- Краснояров, Клавдий Карпович — 15 января 1944 года
- Кузнецов, Григорий Дмитриевич — 3 июня 1944 года

## Л
- Лонгинов, Владимир Дионисьевич — 25 октября 1943 года
- Лорин, Михаил Васильевич — 5 ноября 1944 года

## М
- Миронов, Алексей Афанасьевич — 5 мая 1990 года

## О
- Охлопков, Фёдор Матвеевич — 6 мая 1965 года

## П
- Павлов, Валентин Васильевич — 24 марта 1945 года
- Папышев, Иван Петрович — 27 февраля 1945 года
- Парахин, Ефим Данилович — 29 июня 1945 года
- Попов, Фёдор Кузьмич — 15 января 1944 года

## С
- Сапожников, Владимир Васильевич — 19 августа 1944 года
- Симаков, Иван Николаевич — 13 марта 1944 года
- Степанов, Николай Саввич — 5 мая 1990 года
- Стрельцов, Виктор Николаевич — 20 декабря 1943 года

## Т
- Тепляков, Мартын Пантелеймонович — 15 января 1944 года

## Ч
- Чусовской, Николай Николаевич — 31 мая 1945 года

## Ш
- Шавкунов, Егор Иванович — 24 марта 1945 года
- Шаманов, Иван Гаврилович — 22 января 1944 года